# Musée et Parc Noisot
Le Musée et Parc Noisot de Fixin est un « Musée Napoléon Ier » labellisé Musée de France et un « parc forestier » aménagés au XIXe siècle par le grognard Claude Noisot (1787-1861) sur les hauteurs de Fixin près de Dijon en Côte-d'Or en Bourgogne-Franche-Comté.
Le parc Noisot, en totalité, y compris ses murs d’enceinte, ses parties bâties, ses sculptures, les Cents marches et les deux allées d’accès arborées à l’Est, sont inscrits au titre des Monuments historiques par arrêté du 28 septembre 2022. Un nouvel arrêté de classement du 7 août 2024 se substitue à l'arrêté d'inscription.

## Historique

### Le parc Noisot
En 1835, après son retour de l'Île d'Elbe, en prenant sa retraite à Fixin, le capitaine Claude Noisot (Auxonne 1787 - Fixin 1861), grand et fidèle admirateur de l'empereur Napoléon Ier, ancien grognard grenadier de la vieille garde impérial, officier de la Légion d'Honneur (il suivit Napoléon dans son exil au Royaume de l'Ile d'Elbe) fit aménager le « parc Noisot » planté entre 1830 et 1840 de pin laricio de Corse (en hommage à l'empereur) sur un terrain de 5 ha qu'il avait acheté sur les hauteurs de Fixin.

### Les cent marches
En 1840, il fit tailler cent marches dans la roche des falaises de son parc pour rappeler les « Cent-Jours », période de retour au pouvoir de Napoléon Ier du 1er mars au 18 juin 1815 entre la première Restauration et la seconde Restauration.

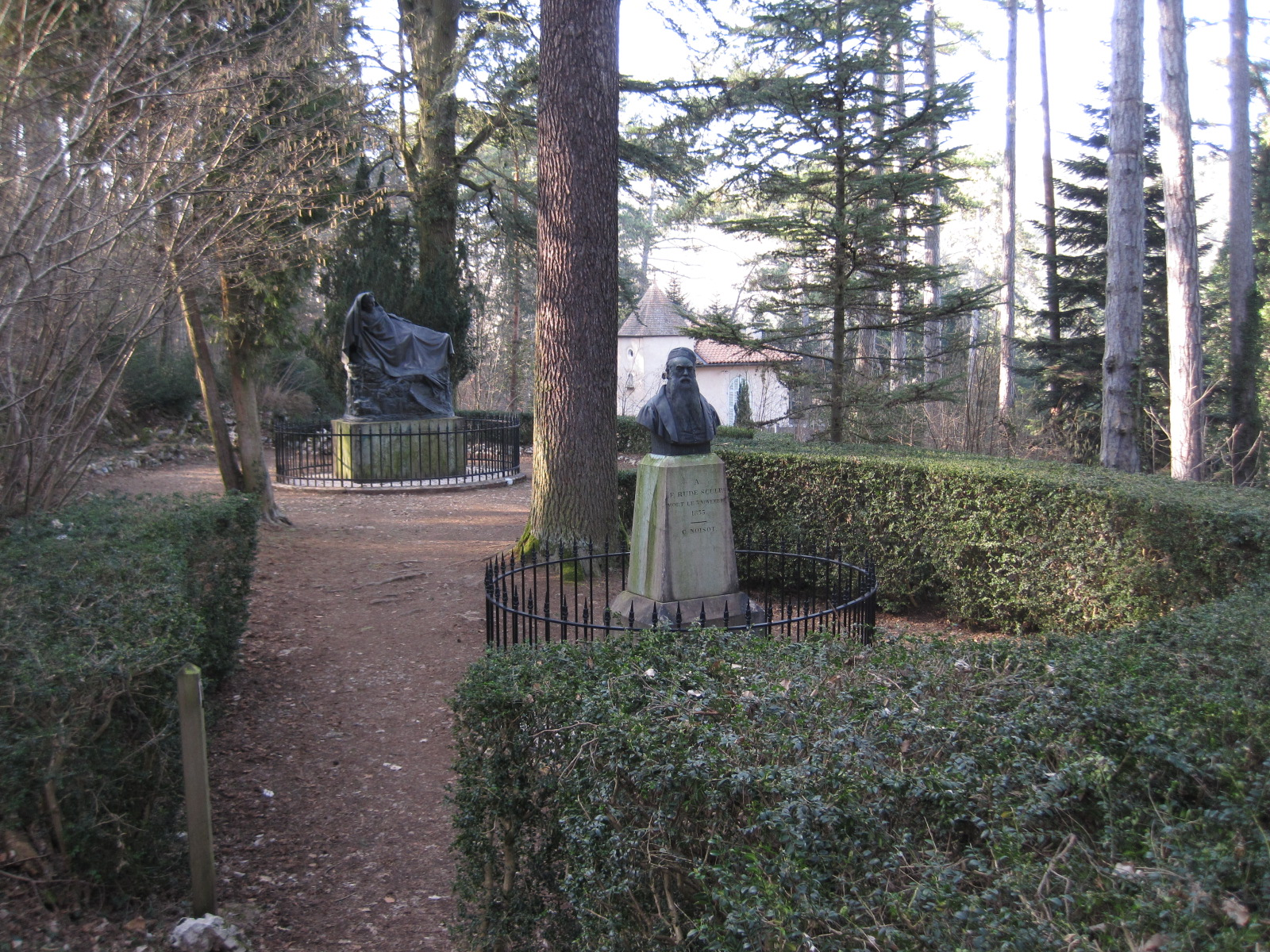
« Parc Noisot »
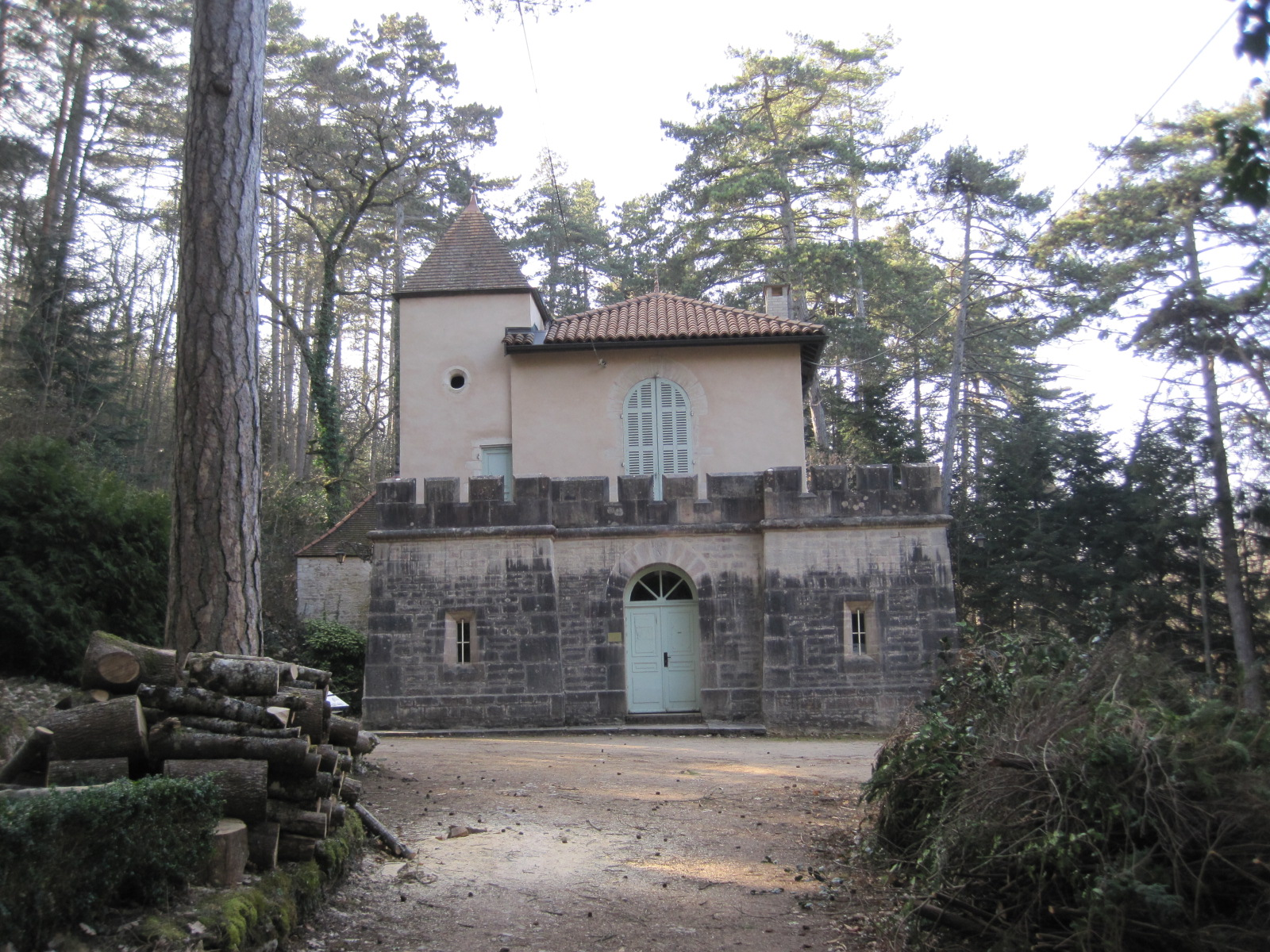
« Musée Napoléon Ier »
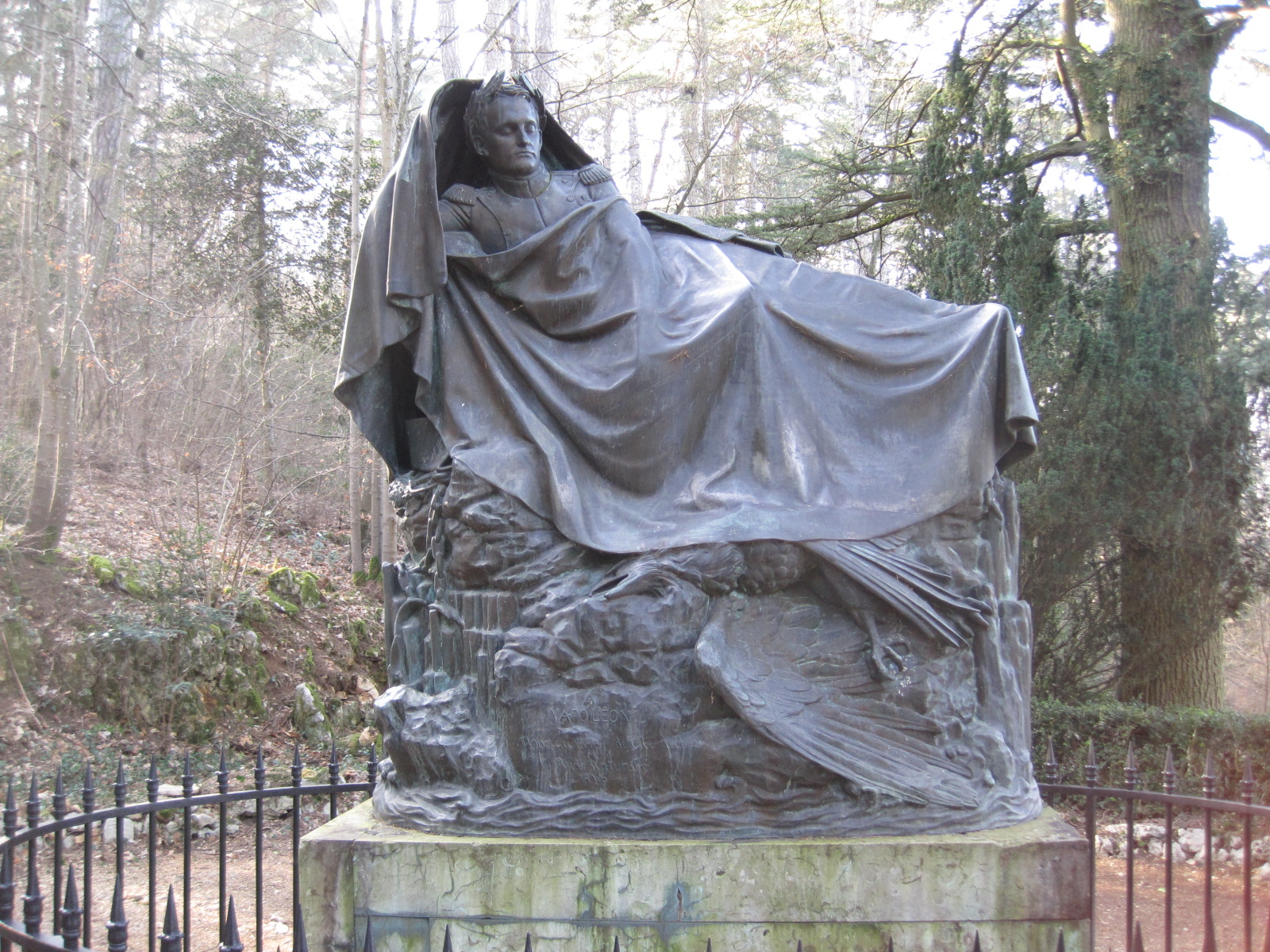
Le Réveil de Napoléon par François Rude
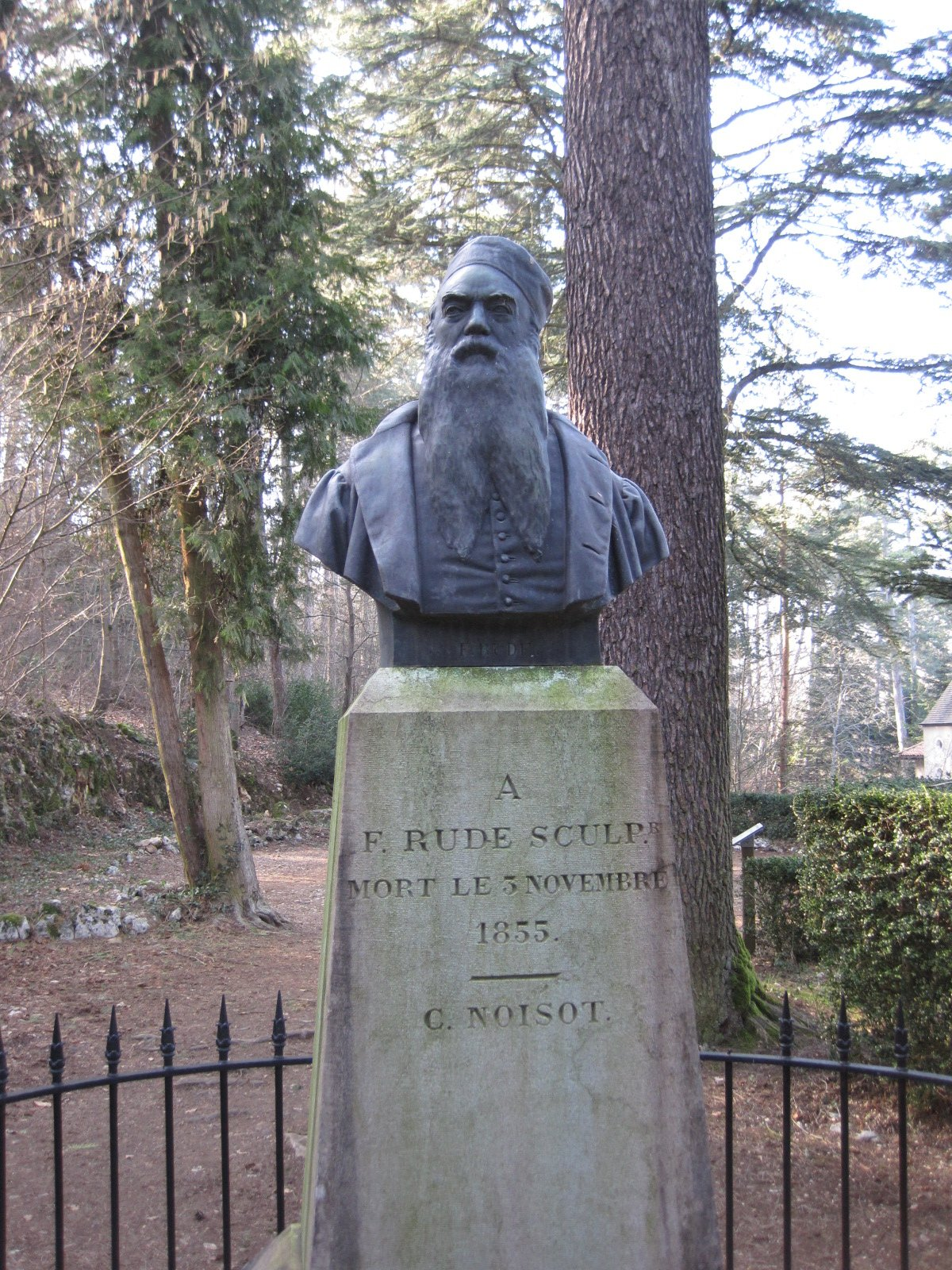
François Rude (1784-1855)
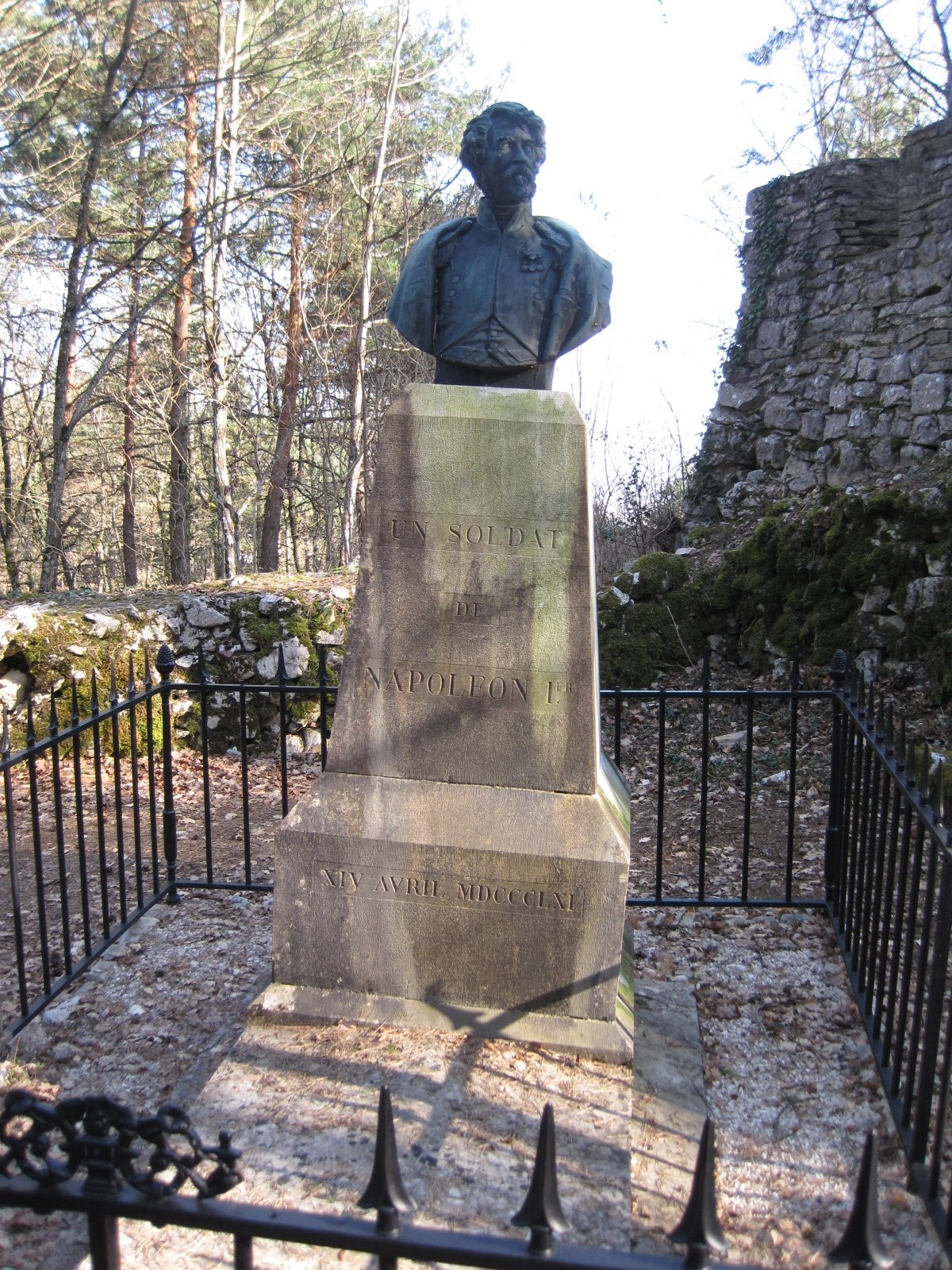
Claude Noisot (1757-1861)

### Musée Napoléon Ier
Claude Noisot créa le « musée Napoléon Ier » dédié à l’empereur dans le bastion crénelé de son parc (ancienne maison du gardien du parc et réplique de l'habitation qu'habitait l'empereur en exil à l'Île d'Elbe). Il y exposait des souvenirs des guerres napoléoniennes, statues, tableaux, objets, documents ... Le musée fut inauguré le 19 septembre 1847 par Louis-Napoléon Bonaparte, alors futur président de la République française et futur empereur Napoléon III.

### Statue de «Napoléon s'éveillant à l'immortalité»
Claude Noisot fit réaliser par son ami et sculpteur dijonnais François Rude une statue en bronze nommée « Napoléon s'éveillant à l'immortalité » ou « Réveil de Napoléon » en hommage à l'empereur. Elle représente Napoléon Ier enchaîné à son rocher de Sainte-Hélène qui reprend vie pour se libérer (Exil de Napoléon à Sainte-Hélène).

### Sépulture de Claude Noisot
Disparu à Fixin le 14 avril 1861, Claude Noisot voulut être enterré debout « sabre au clair » face à la statue de l'empereur pour pouvoir la regarder pour l'éternité mais la roche trop dure ne permit pas de réaliser cette dernière volonté et il fut enterré couché plus loin dans son parc avec pour épitaphe : « Un soldat de Napoléon Ier XIV AVRIL MDCCCLXI ». Le buste en bronze ornant sa sépulture est du sculpteur Paul Cabet, élève de Rude.